# Gun (vapen)

Kinesiska stavar av olika längd

Gun (kinesiska: 棍), bang (棒) eller gan (杆), alla ord med betydelsen 'stav', 'käpp', refererar till en grupp av kinesiska vapen.
Även ledade stavar ingår i den här gruppen, exempelvis sanjiegun (三节棍, 'tredelad stav'), en tredelad stav som fogats samman med en böjlig länk mellan sektionernas ändar.
Gun betyder också skjutvapen på engelska.